# Dysaphis ferulae
Dysaphis ferulae är en insektsart. Dysaphis ferulae ingår i släktet Dysaphis och familjen långrörsbladlöss. Inga underarter finns listade i Catalogue of Life.